# Keeping Up with the Kardashians
Keeping Up with the Kardashians (oft abgekürzt als KUWTK) ist eine amerikanische Reality-Show des Senders E! Der Hauptfokus der Serie liegt auf dem persönlichen und beruflichen Leben der Kardashian-Jenner-Familie. Die Erstausstrahlung in den Vereinigten Staaten erfolgte am 14. Oktober 2007 auf E! Die deutsche Erstausstrahlung folgte am 6. November 2011 auf VIVA.
Im September 2020 gab Kim Kardashian bekannt, dass die Anfang 2021 startende Staffel die letzte der Show sein werde. Nachfolger von Keeping Up with the Kardashians ist die seit 2022 ausgestrahlte Serie The Kardashians.

## Inhalt
Im Mittelpunkt der Serie stehen vor allem die Schwestern Kourtney, Kim und Khloé Kardashian sowie ihre jüngeren Halbschwestern Kendall und Kylie Jenner. Daneben erscheinen auch ihre Eltern Kris und Caitlyn Jenner sowie ihr Bruder Rob Kardashian in der Serie. Die jeweiligen Partner der Kardashians und Jenners sind ebenfalls Teil von Keeping up with the Kardashians. Dies sind unter anderem Kourtneys Exfreund Scott Disick, Kims Exfreund Reggie Bush, ihr Ex-Mann Kris Humphries (bis 2013) und ihr Ex-Mann Kanye West, Khloés Ex-Mann Lamar Odom (bis 2016) sowie ihr Ex-Freund Tristan Thompson. Caitlyns Söhne Brody und Brandon Jenner traten ebenfalls in mehreren Episoden früherer Staffeln (bis 2015) auf. Kims bester Freund Jonathan Cheban und Khloés Freundin Malika Haqq sind ebenfalls Teil der Show.

## Ableger
Der Erfolg der Serie hat zu zahlreichen Ablegern geführt: Kourtney and Khloé Take Miami, Kourtney and Kim Take New York, Khloé & Lamar, Kourtney and Khloé Take The Hamptons, Dash Dolls, Rob & Chyna und Life of Kylie.

## Hintergrund
Robert Kardashian (* 1944; † 2003) und Kris Jenner (* 1955 als Kristen Mary Haughton) waren von 1978 bis 1991 verheiratet und bekamen zusammen vier Kinder: Kourtney (* 1979), Kim (* 1980), Khloé (* 1984) und Rob Kardashian (* 1987). Robert Kardashian wurde 1994 durch seine Rolle als Anwalt im Strafprozess gegen O. J. Simpson bekannt. Er verteidigte Simpson gegen die Anschuldigungen des Mordes an Nicole Brown Simpson sowie Ronald Goldman. Robert Kardashian starb 2003 im Alter von 59 Jahren an Speiseröhrenkrebs. 1991 heiratete Kris Jenner den olympischen Goldmedaillen-Gewinner Bruce Jenner, die beiden haben zwei Töchter: Kendall (* 1995) und Kylie Jenner (* 1997).
Anfang der 2000er-Jahre arbeitete Kim Kardashian als persönliche Assistentin für Paris Hilton und formte eine enge Freundschaft mit ihr, was sie zum ersten Mal einer breiteren Öffentlichkeit bekannt machte: Sie hatte mehrere Auftritte in Hiltons Fernsehserie The Simple Life und wurde des Öfteren von Paparazzi abgelichtet. Zu dieser Zeit arbeitete Kim auch für andere prominente Personen wie Brandy Norwood und Lindsay Lohan.
Am 21. Februar 2007 wurde ein Jahre zuvor gedrehtes privates Sexvideo veröffentlicht, welches sie gemeinsam mit ihrem damaligen Freund, dem Sänger Ray J, zeigt. Die Vivid Entertainment Group erwarb die Rechte für eine Million US-Dollar und veröffentlichte den Film unter dem Namen Kim Kardashian Superstar. Kim erhob zunächst eine zivilrechtliche Klage gegen Vivid Entertainment, welche sie im April 2007 gegen eine Zahlung von fünf Millionen US-Dollar wieder fallen ließ. Es wird oft davon ausgegangen, dass die Veröffentlichung des Sexvideos einer der Hauptgründe für den Erfolg und die spätere Berühmtheit von Kim Kardashian und ihrer Familie ist.

## Auszeichnungen
Bei den 46. People’s Choice Awards gewann die Fernsehserie im Jahr 2020 in der Kategorie The Reality Show 2020.